# Ivanivka, Novoarhanhelsk
Ivanivka (în ucraineană Іванівка) este localitatea de reședință a comunei Ivanivka din raionul Novoarhanhelsk, regiunea Kirovohrad, Ucraina.

## Demografie
Componența lingvistică a localității Ivanivka
     Ucraineană (96,63%)
     Rusă (2,53%)
     Alte limbi (0,68%)
Conform recensământului din 2001, majoritatea populației localității Ivanivka era vorbitoare de ucraineană (96,63%), existând în minoritate și vorbitori de rusă (2,53%).